# Полонизмы

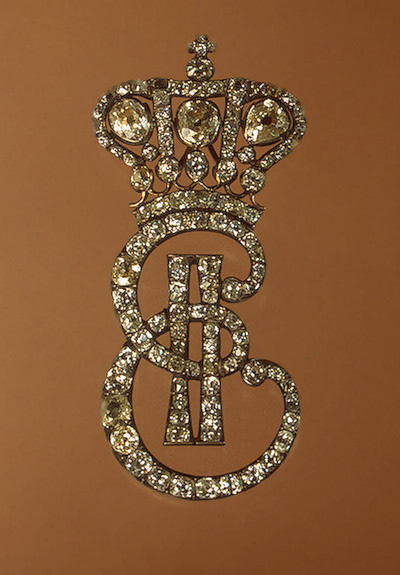
Пример полонизма в русском языке: слово «вензель» (от Węzeł — узел)

Полони́зм (от лат. polonus — польский) — слова или выражения, заимствованные из польского языка или составленные по его образцу.

## В русском языке
В русский язык полонизмы начинают проникать в больших количествах с XVI—XVII веков преимущественно через посредство западнорусского письменного языка и живых украинских и белорусских языков. Примеры лексических полонизмов в русском языке: быдло, вензель, дозволить, забияка, клянчить, мещанин, мужчина, повидло, повстанец, поединок, пончик, поручик, предместье, сума, фигляр, хлопец.
Значительное число полонизмов образовано от чужеродных корней, пришедших в польский из других языков (прежде всего латинского и немецкого):
бутылка, гонор, кухня, музыка, муштровать, панцирь, потрафить, почта, приватный, пудра, рисунок, рынок, рыцарь, танец, тарелка, цель, цифра, шкодливый, шляхта, шпага, шпик, штука, штурм, штык, шулер и другие. Через польский язык в русский язык вошло много интернационализмов греко-латинского происхождения.
С польским связан фонетический облик ряда имён собственных — Париж (Paryż), Венгрия (Węgry; ср. др.-рус. угринъ, укр. Угорщина).
В допетровскую эпоху наиболее ощутимый пласт лексических полонизмов находится в документах делового характера, что связано с сильным влиянием западнорусского делового языка на деловой язык Московской Руси. К XVII веку значительная часть слов польского происхождения в великорусском деловом языке уже воспринималась как его характерная особенность.
Полонизмы также встречались в текстах других жанров, в том числе, в религиозной литературе. К примеру, в Псалтыре, переведённом с польского в 1683 году переводчиком Посольского приказа А. Фирсовым, насчитывается чуть более 100 полонизмов (или 3 %), однако более половины из них не являлись частью языковой системы ни великорусского, ни церковнославянского языков, а были окказионализмами. Среди таких окказионализмов встречаются такие привычные сейчас слова как добровольно (dobrowolnie), знак (znak), невинно (niewinnie), отповедь (odpowiedź), разруха (rozruch), способ (sposób), однако на тот момент они ещё не вошли в состав лексики русского языка. В то же время часть из них, такие как притом, неприятель, граница (в смысле «рубеж»), пожиток, уже давно были освоены великорусским письменным языком.
Некоторые полонизмы изначально имели в русском языке уничижительное значение, а затем частично или полностью утратили его. К примеру, маляр и малевать (от malarz, malować).
Под влиянием польского языка возникли такие грамматические единицы и явления, отсутствующие в древнерусском, как союз если (jeśli).

## В украинском языке
Польский язык оказал влияние и на украинский. Большое влияние объясняется пребыванием большей части современной Украины в составе польского государства. Согласно Юрию Шевелёву в украинском языке насчитывается около 17 000 или 14 % полонизмов. Часто ошибочно, необоснованно приписывают к полонизмам слова древнерусского или праславянского происхождения, а также заимствования из других славянских и неславянских языков, отсутствующие в русском языке, но присутствующие в польском.

## В германских языках
Ряд полонизмов есть и в немецком языке, например Gurke (огурец), Stieglitz (щегол), а также других европейских языках. В некоторых случаях их трудно отличить от других славянизмов, пришедших из чешского и лужицкого языков, например, таких как Quark (творог).
В английском языке полонизмы в основном связаны с польской культурой, напр. kielbasa, hetman. Ряд полонизмов в английском языке сами по себе являются заимствованиями из других языков. К примеру, вышеупомянутая kielbasa происходит от польского kiełbasa, которое в свою очередь имеет тюркское происхождение.